# República Socialista Soviètica de l'Azerbaidjan
La República Socialista Soviètica de l'Azerbaidjan (RSS de l'Azerbaidjan) és el nom que va rebre l'Azerbaidjan quan va formar part de la Unió Soviètica des del 1936 fins al 1991.
Es va constituir com a República Socialista Soviètica el 28 d'abril de 1920. Des del 12 de març de 1922 fins al 5 de desembre de 1936 va ser part de la República Democràtica Federal de Transcaucàsia juntament amb l'RSS de Geòrgia i l'RSS d'Armènia.
El febrer de 1988, el Consell de l'enclavament de l'Alt Karabakh va votar a favor de la unió amb la República Armènia, que va ser ratificat en un plebiscit que va comptar amb una aclaparadora majoria de la població donant suport a la independència. Les demandes d'unificació amb Armènia, que van proliferar al llarg de la dècada dels 1980, es van desenvolupar al principi de manera pacífica, encara que la pressió autonomista generada davant l'esfondrament de l'estat soviètic des de 1989, va portar aparellat un increment de la violència a la regió entre els dos grups ètnics, cosa que finalment va resultar en el desenvolupament d'escenes de neteja ètnica per part de les dues parts.
El 19 de novembre de 1990 es va canviar el nom i va passar a anomenar-se República de l'Azerbaidjan, mentre continuava dins l'URSS durant un any abans de declarar-se independent.